# Vester Voldgade
Vester Voldgade er en gade i Indre By, København, der løber parallelt med Vestervold, som blev sløjfet i 1885. Gaden strækker sig fra Jarmers Plads i nordvest til Inderhavnen i sydøst. Gaden passerer blandt andet Rådhuset og grænser op til Middelalderbyen. Den ligger i forlængelse af Nørre og Øster Voldgade, der ligeledes følger de nu forsvundne volde. De tre gader udgør derved overgangen mellem den gamle by og de nye kvarterer, der opstod, efter befæstningen blev afviklet i sidste halvdel af 1800-tallet.

## Historie
Historisk var Vester Voldgade den vestligste del af Nørre Kvarter og oprindeligt kun et smalt stræde mellem volden og husene. Selve volden lå til 1885 mellem havnen og det daværende Halmtorvet. Halmtorvet var i brug som sådan, indtil det nye på det nuværende Halmtorvet på Vesterbro blev indviet 1. januar 1888. Stien fra Vartov til havnen, hvor Langebro lå, hed oprindeligt Filosofgangen. Denne del af voldene var den sidste, der blev fjernet, hvilket skete i 1885. Langebro lå for enden af gaden indtil 1903, hvor den blev flyttet til enden af Vester Boulevard, den nuværende H.C. Andersens Boulevard.
Stykket mellem Rådhuspladsen og havnen gennemgik i 2010'erne en renovering, der skulle give den karakter af en grøn promenade, og som koncentrerede biltrafikken i to vejbaner i stedet for fire. Planen omfattede også Dantes Plads, der forbinder gaden med H.C. Andersens Boulevard foran Ny Carlsberg Glyptotek. Planen er udformet af arkitektfirmaet Cobe og GHB Landskabsarkitekter.
I forbindelse med anlæggelsen af Cityringen har der været byggeplads på Rådhuspladsen og Vester Voldgade ved Strøget, så der har været spærret for andet end fodgængere og cyklister. I 2019 besluttede et flertal i Borgerrepræsentationen, at denne spærring skulle opretholdes efter arbejdets færdiggørelse. I 2020 meddelte Københavns Politi, at man accepterede dette ønske. Indtil der foreligger en endelig plan for udformningen, opretholdes den nuværende spærring.

## Bygninger og beboere
Nr. 11 blev opført for Niels W. Gades musikkonservatorium i 1887 i renæssancestil af Christian L. Thuren. Det huser nu Russisk Center for Videnskab og Kultur. Nr. 19 og 21 er begge fra slutningen af 1790'erne og fredede. Hotel Kong Frederik i nr. 23-25 slog dørene op for første gang i 1900. Bygningen blev tegnet af Phillip Smidth, der også stod for JP/Politikens Hus, der blev opført på hjørnet af Vestergade i 1904-1907. Dagbladet Politiken har haft til huse i bygningen siden 1912. Nr. 33 er en funktionalistisk udvidelse fra 1934.
Vester Volbade huser Hotel Danmark, der blev opført i 1969.
Vester Voldgade Skole i nr. 98 blev opført efter tegninger af Ludvig Fenger i 1890. Siden 1938 har den huset Den Classenske Legatskole. Den lave bygning på hjørnet af Stormgade (Stormgade 18) var det første hjemsted for Overformynderiet, der senere flyttede til en ny bygning på Holmens Kanal. Bygningen blev opført efter tegninger af Hans Jørgen Holm i 1884. Fra 2020 har bygningen huset Københavns Museum.
Den lave gule bygning i nr. 119 er et tidligere hømagasin og en del af Hestgardekasernen. Bygningen var oprindeligt betydeligt større, men blev afkortet, da Thorvald Jørgensens Postgirobygning i nr. 123 blev opført i 1938-1940. Den 45 fag lange, halvtømrede bygning på den anden side af Postgirobygningen, en del af Fæstningens Materialgård, er fra 1748.